# Thaumaglossa chapadana
Thaumaglossa chapadana is een keversoort uit de familie spektorren (Dermestidae). De wetenschappelijke naam van de soort werd in 2006 gepubliceerd door Háva, Kadej & Casari.